# Marcel Briguiboul
Marcel Briguiboul né le 2 novembre 1837 à Sainte-Colombe-sur-l'Hers et mort le 20 mars 1892 à Nîmes est un peintre, sculpteur et collectionneur d'art français.

## Biographie
Jean Pierre Marcel Numa Briguiboul est né le 2 novembre 1837 à Sainte-Colombe-sur-l'Hers. Il est appartient à une famille de commerçants de Castres. Élève de Léon Cogniet et de Charles Gleyre, il entre à l'École des beaux-arts de Paris le 4 avril 1859, où il rencontre Jean-Paul Laurens, Auguste Renoir et Claude Monet. Son atelier est situé au 6, rue Furstemberg,.
En 1861, il expose au Salon. Sa peinture est influencée par l'Espagne, l'orientalisme autant que par l'impressionnisme d'Auguste Renoir et le symbolisme. Il obtient une médaille de 3e classe au Salon de 1863.
Marcel Briguiboul rejoint la Garde nationale lors de la guerre franco-allemande de 1870. Il est blessé et soigné par Valentine, une infirmière qui deviendra son épouse. Elle est passionnée de musique et de piano. En 1871, le couple voyage d'abord en Algérie où leur fils Pierre naîtra puis en  Italie. Il dessine pendant son séjour des femmes arabes ou encore des patios.
En 1881, il emprunte à la banque pour 35 000 réaux afin d'acheter La Junte des Philippines, le plus grand tableau de Goya qui appartenait à cinq propriétaires différents.
Il se retire à Castres ou à Monte-Carlo à partir de 1882, n'exposant plus au Salon.
Il meurt le 20 mars 1892 à Nîmes et est inhumé au cimetière Saint-Roch de Castres.

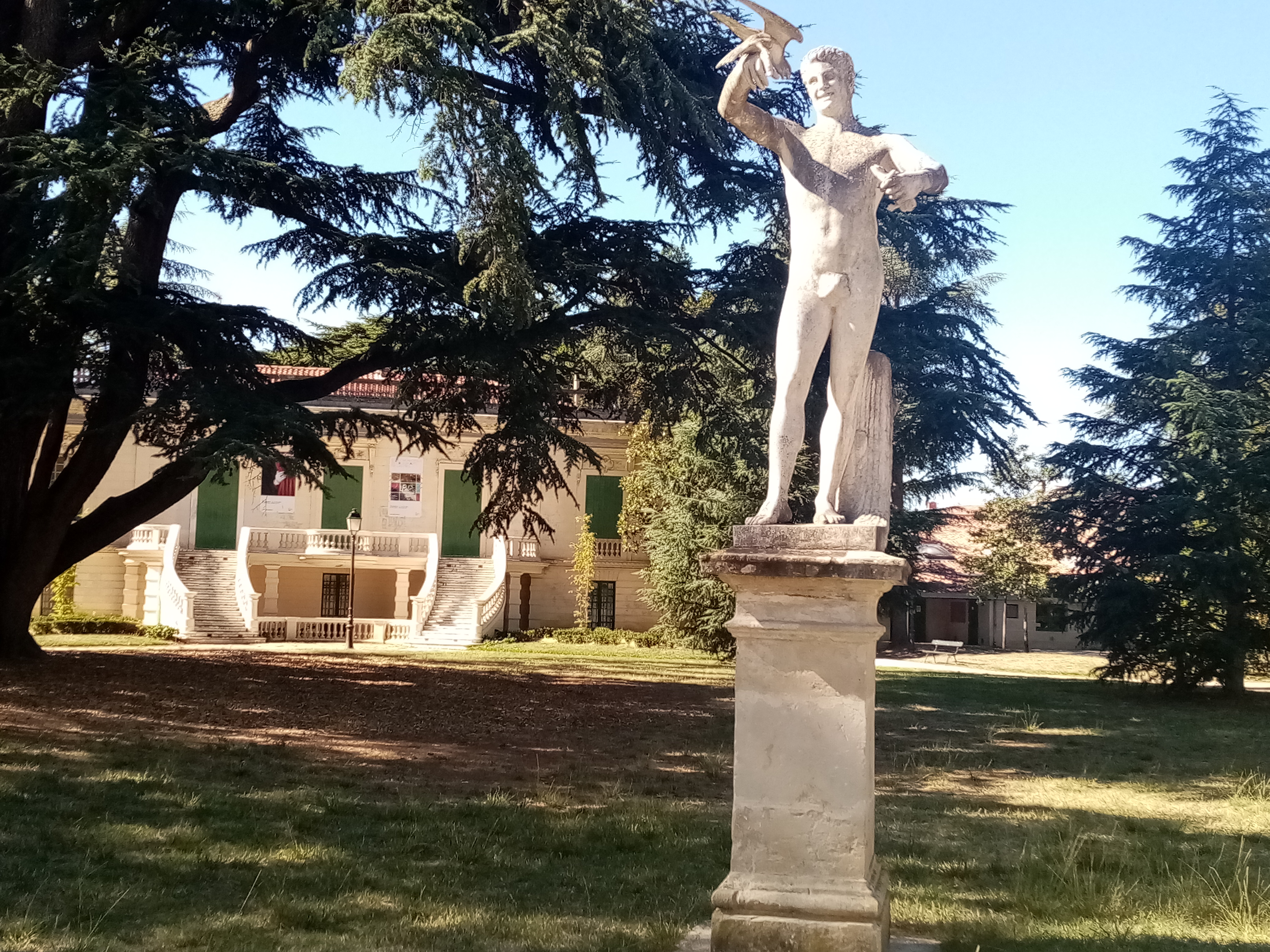
Villa de Maillot et parc légué à Castres par Valentine, épouse de Marcel Briguiboul, à sa mort en 1927.

Par décisions successives du peintre, puis de son fils unique en 1893 et de sa veuve Valentine en 1927, la ville de Castres hérite de toute son œuvre ainsi que de ses biens, de sa fortune, de la villa de Maillot et d'un parc situé au centre-ville de la commune abritant aujourd'hui l'école des beaux-arts. C'est ainsi que, dès 1893, trois toiles de Goya — Autoportrait aux lunettes, Portrait de Francisco del Mazo et La Junte des Philippines —, achetées par Marcel Briguiboul à Madrid le 7 mai 1881, deviennent le point initial de la collection d'art hispanique du musée Goya de Castres. Ce musée conserve aujourd'hui la plus grande collection de peintures espagnoles en France après celle du musée du Louvre.

## Œuvre
Ayant pratiqué la peinture, l'aquarelle et la sculpture, son œuvre compte 219 œuvres[réf. nécessaire].
- Danaé[1].
- Vénus et Adonis[1].
- Robespierre dans la salle du Comité de salut public[1].
- Jubal enseigne la musique à ses enfants[1].
- Combat de Castor et Pollux contre Idas et Lyncée[1].
- Fauconnier[1].
- Mars et Minerve[1].
- Tête d'homme, d'après les Buveurs de Vélasquez[7].

Œuvres de Marcel Briguiboul
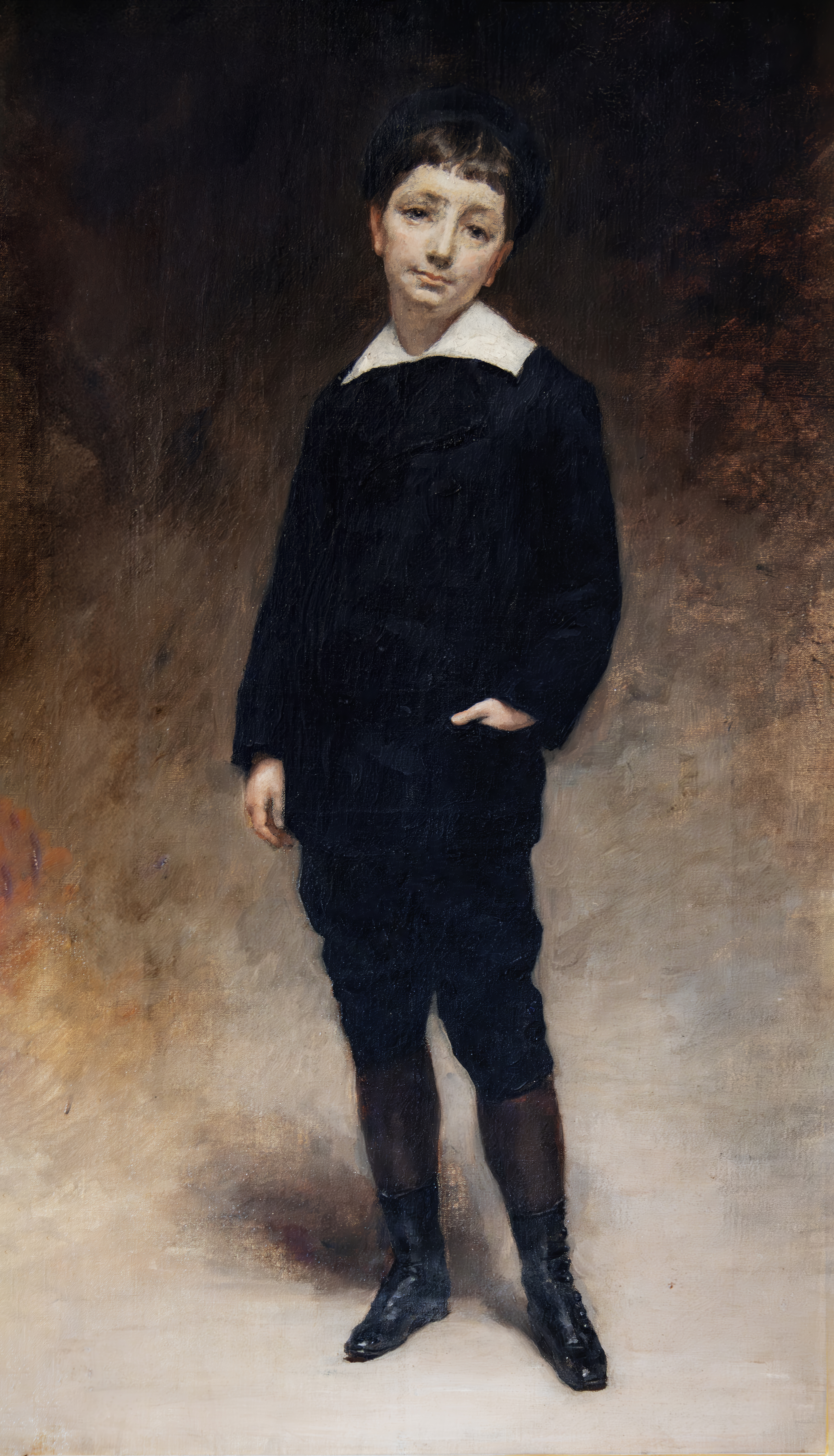
Portrait de Pierre Briguiboul, Castres, musée Goya.
Narcisse, Castres, musée Goya.
Portrait de Valentine Briguiboul en robe mauve avec son ombrelle, Castres, musée Goya.

## Hommages
Une rue et un parc Marcel Briguiboul à Castres rendent hommage à cet artiste, peintre et bienfaiteur. Une salle du musée Goya rend aussi hommage à son donateur et sa famille.

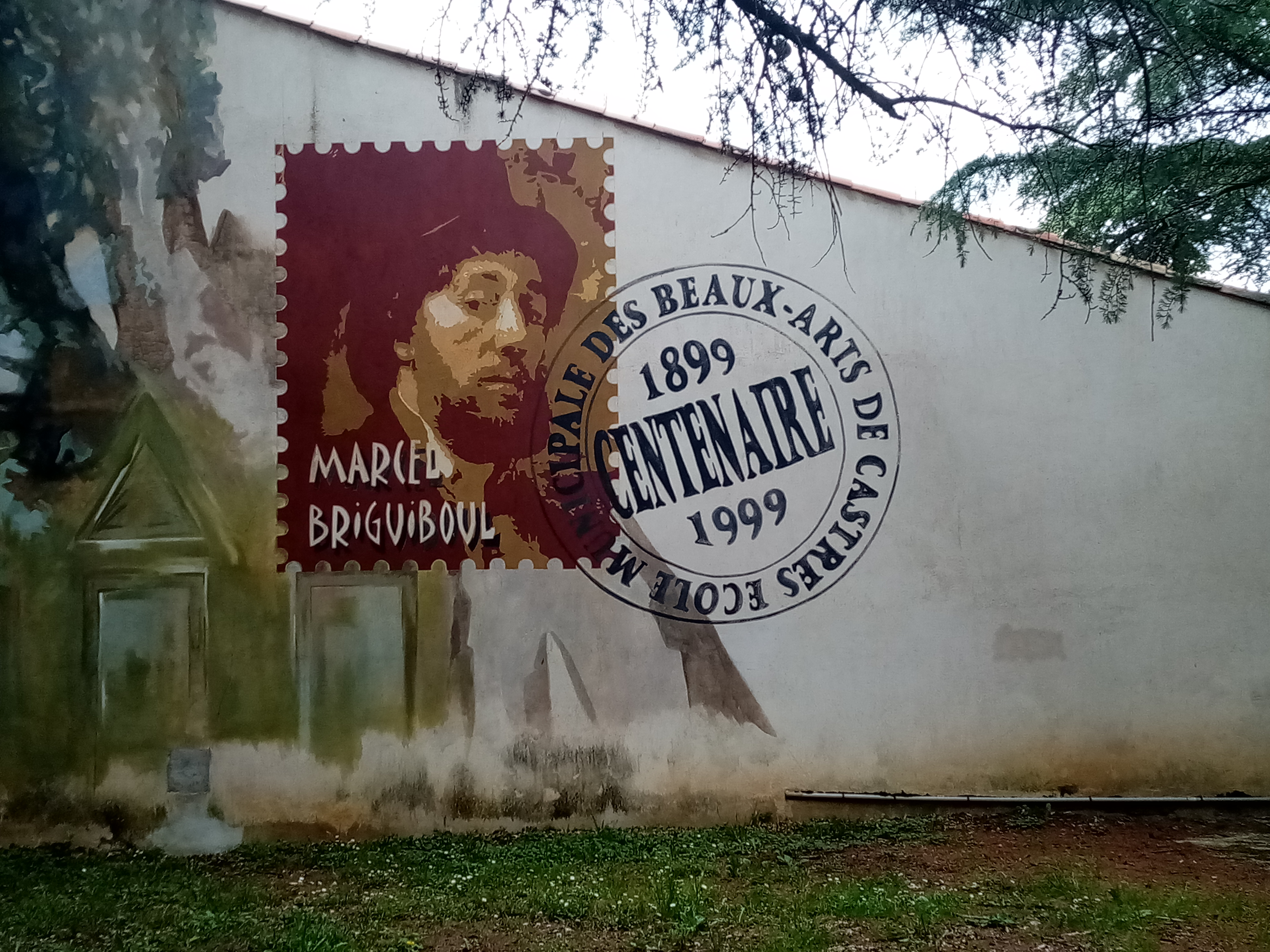
Fresque du bienfaiteur Marcel Briguiboul. École des Beaux-Arts. Castres.